# San Francesco di Paola ai Monti
A San Francesco di Paola ai Monti-templom egy katolikus imahely Róma Monti kerületében, amely a piazza San Francesco di Paola nevű térre néz.

## Története
A templom a hozzá tartozó kolostorral San Pietro in Vincoli-bazilika mellett található. Egy calabriai pap, Giovanni Pizzullo della Regina építtette 1624 és 1630 között, Orazio Torriani építész tervei alapján. A minimita rend alapítójának, Paolai Szent Ferencnek szentelték, a calabriaiak helyi templomaként.
1662-ben így írták le a templomot a vatikáni levéltárban található római egyházak akkori állapotáról szóló hivatalos jelentés szerint a templomban négy mellékoltár, nyolc síremlék, három harang található. XV. Gergely pápa 1623. január 5-én kelt bullája alapján a 417 házban 770 család plébániája számára épült.
A templom a közeli Palazzo Borgia tornyát használja harangtoronynak, amely a templom építésekor a kolostor székhelye lett.
A via Cavour megnyitásakor 1884-ben elvégzett munkálatok alkalmával lebontották a San Salvatore ad tre images (Háromképes Szent Megváltó) nevére szentelt kis templomot, az utcaszintet jelentősen levitték, ezért szükséges volt védőfalat és támasztófalat építeni; amiért ma a San Francesco di Paola templom szinte föld és ég közé függesztve látszik azok számára, akik alulról nézik.
Belsejében egyhajós, mindkét oldalán három-három mellékoltár található. A főbb művészi alkotások közül megemlíthető:
- a főoltár, Giovanni Antonio de Rossi késő barokk alkotása (1655);
- Giuseppe Bartolomeo Chiari freskóciklusa, amely Paolai Szent Ferenc csodáit ábrázolja;
- a sekrestyében A Szűzanya megjelenése Paolai Szent Ferencnek Sassoferratóban (1660).

## Bíboros-protektorok
A templom 1967. június 7-e óta bíborosi címtemplom. Eddigi egyetlen protektora Renato Raffaele Martino olasz bíboros 2003. október 21. óta.

## Fordítás
Ez a szócikk részben vagy egészben  a   Chiesa di San Francesco di Paola (Roma) című olasz Wikipédia-szócikk ezen változatának fordításán alapul.  Az eredeti cikk szerkesztőit annak laptörténete sorolja fel. Ez a jelzés csupán a megfogalmazás eredetét és a szerzői jogokat jelzi, nem szolgál a cikkben szereplő információk forrásmegjelöléseként.

## Bibliográfia
- M. Armellini: Róma templomai a 4. századtól a 19. századig pp. 208, 1891
- C. Hulsen: Le chiese di Roma nel Medio Evo, 1927
- F. Titi: Descrizione delle Pitture, Sculture e Architetture esposte in Roma, 1763
- Le Chiese di Roma. Roma: Newton & Compton Editori. ISBN 978-88-541-1833-1
- A. Manodori: Rione I Monti, AA. VV, The Districts of Rome, Newton & Compton Editori, Róma, 2000, 20. évf. I, pp. 36–130